# Бурти (Обухівський район)
Бурти́ — село в Україні, у Обухівському районі Київської області.
Населення становить 1344 особи.

## Географія
Селом протікає річка Сухий Кагарлик.

## Історія
Станом на 1885 рік у колишньому власницькому селі Бурти́ (Личаки) Веселикоприцьківської волості Канівського повіту Київської губернії мешкало 1115 осіб, налічувалось 136 дворових господарств, існували православна церква, школа, 2 постоялих будинки.
За переписом 1897 року кількість мешканців зросла до 1430 осіб (693 чоловічої статі та 737 — жіночої), з яких 1413 — православної віри.
Клірові відомості, метричні книги, сповідні розписи церкви Покрова Пресвятої Богородиці с. Бурти (приписне  с*. Краснопілка) Канівського пов. Київської губ. зберігаються в ЦДІАК України. http://cdiak.archives.gov.ua/baza_geog_pok/church/burt_002.xml [Архівовано 15 серпня 2019 у Wayback Machine.]

## Населення

### Мова
Розподіл населення за рідною мовою за даними перепису 2001 року:
| Мова       | Кількість | Відсоток |
| ---------- | --------- | -------- |
| українська | 1307      | 97.25%   |
| російська  | 33        | 2.46%    |
| білоруська | 3         | 0.22%    |
| румунська  | 1         | 0.07%    |
| Усього     | 1344      | 100%     |

## Відомі особи
У селі народились:
- Глущенко Андрій Арсенович (1926—2012) — український математик в галузі математичної фізики, педагог, доктор фізико-математичних наук.
- Ільєнко Володимир Дмитрович (1945—2021) — український актор.
- Савченко Григорій Петрович (* 1958) — український історик і краєзнавець.

## Економіка
- Колгосп агрофірма «Перемоги»

Голова правління- Павлюк Григорій Михайлович.
Сфера діяльності: рослинництво, тваринництво, розведення великої рогатої худоби, мішане сільське господарство, надання послуг у рослинництві і тваринництві, облаштування ландшафту, виробництво м'ясних продуктів, роздрібна торгівля в неспеціалізованих магазинах, діяльність їдалень та послуги з постачання готової їжі;
Продукція: Свині / ВРХ
- Магазини: «Агрофірма», «Тесленко», «Вікторія» Бар: «Оксана».
- Ферма, свиноферма.

## Об'єкти соціальної сфери
- Амбулаторія сімейної медицини:
- Аптека (знах. в приміщенні амбулаторії).;
- Загальноосвітня школа І-ІІІ ступенів;
- Свято-Покровський храм. Будівництво церкви в с. Бурти розпочате агрофірмою «Перемога»(голова правління — Сінченко В. М.; з 1996 р. — Павлюк Г. М.) у 1992 р., завершене освяченням в честь Покрова Пресвятої Богородиці 29 жовтня 1998 року Предстоятелем УПЦ Блаженнішим Володимиром у співслужінні Преосвяненніших Серафима, єпископа Білоцерківського і Богуславського, і Павла, єпископа Вишгородського.

Настоятель — протоієрей Іван Синюк.
- Дитячий навчальний заклад: «Веселинка»

Завідувач ДНЗ: Злочевська Тетяна Василівна.